# Pokémon (Anime)/Schwarz & Weiß
Dies ist eine Episodenliste, welche einen Überblick über die Staffeln 14 bis 16 der Animeserie Pokémon geben soll. In Japan, wo die Staffeln in der Form nicht existieren, umfassen sie die vierte Serie Pocket Monsters: Best Wishes! – im deutschsprachigen Raum Schwarz & Weiß betitelt.
Die deutsche Version der Serie basiert jedoch nicht auf der ursprünglichen japanischen, sondern auf der für den US-amerikanischen Markt angepassten Version und wurde dort in drei Staffeln mit jeweiligen (Unter-)Titeln unterteilt, deren Beginn man am wechselnden Vorspann erkennt. Die Handlung der Staffeln Schwarz & Weiß, Schwarz & Weiß: Rivalen des Schicksals sowie Schwarz & Weiß: Abenteuer in Einall und darüber hinaus, welche Ashs Abenteuer – bis zum zweiten Teil der 16. Staffel – in der Einall-Region wiedergeben, basieren auf den titelgebenden Videospiel-Editionen bzw. dessen Fortsetzungen Schwarz 2 und Weiß 2.

## Übersicht
| Staffel | Titel                                                  | Episoden- anzahl A | Episoden- anzahl A | Erstausstrahlung Japan | Erstausstrahlung Japan | Deutschsprachige Erstausstrahlung | Deutschsprachige Erstausstrahlung | Erstausstrahlung USA | Erstausstrahlung USA |
| Staffel | Titel                                                  | Episoden- anzahl A | Episoden- anzahl A | Staffelpremiere        | Staffelfinale          | Staffelpremiere                   | Staffelfinale                     | Staffelpremiere      | Staffelfinale        |
| ------- | ------------------------------------------------------ | ------------------ | ------------------ | ---------------------- | ---------------------- | --------------------------------- | --------------------------------- | -------------------- | -------------------- |
| 14      | Schwarz & Weiß                                         | 48 B               | 48 B               | 23. Sep. 2010          | 15. Sep. 2011          | 1. Mai 2011                       | 17. Jan. 2012                     | 12. Feb. 2011        | 7. Jan. 2012         |
| 15      | Schwarz & Weiß: Rivalen des Schicksals                 | 49                 | 49                 | 22. Sep. 2011          | 4. Okt. 2012           | 2. Apr. 2012                      | 10. Feb. 2013                     | 18. Feb. 2012        | 26. Jan. 2013        |
| 16A     | Schwarz & Weiß: Abenteuer in Einall                    | 45                 | 25                 | 11. Okt. 2012          | 18. Apr. 2013          | 19. Aug. 2013                     | 4. Sep. 2013                      | 2. Feb. 2013         | 20. Juli 2013        |
| 16B     | Schwarz & Weiß: Abenteuer in Einall und darüber hinaus | 45                 | 20                 | 25. Apr. 2013          | 26. Sep. 2013          | 4. Sep. 2013                      | 10. Jan. 2014                     | 27. Juli 2013        | 7. Dez. 2013         |

## Veröffentlichung
Vom 23. September 2010 bis zum 26. September 2013 liefen die Episoden 660 bis 801 auf dem japanischen Fernsehsender TV Tokyo. Dabei startete mit Episode 744 am 21. Juni 2012 eine zweite Staffel der Serie unter dem Titel Pocket Monsters: Best Wishes! Season 2. Ab Episode 768 bekam die Serie den Titel Pocket Monsters: Best Wishes! Season 2: Episode N und ab Episode 782 den Titel Pocket Monsters: Best Wishes! Season 2: Decolora Adventure.
Während die deutschsprachige Erstausstrahlung der 14. Staffel vom 1. Mai 2011 bis zum 17. Januar 2012 auf dem Free-TV-Sender RTL II erfolgte, übernahm der Pay-TV-Sender Disney XD die Erstausstrahlung der Staffeln 15 und 16 und sendete diese vom 2. April 2012 bis zum 10. Januar 2014. Im Free-TV war die 15. Staffel bis Folge 44 noch bis zum 24. Februar 2013 bei RTL II zu sehen. Die Ausstrahlung der 16. Staffel im Free-TV übernahm ab dem 5. September 2013 ProSieben Maxx, der letztlich auch die Free-TV-Ausstrahlung der restlichen Episoden der 15. Staffel 2015 nachholte.

## Episoden

### Staffel 14 (Schwarz & Weiß)
| Nr. (ges.) | Nr. (St.) | Deutscher Titel                                            | Originaltitel                                                                                                | Erstausstrahlung Japan | Deutschsprachige Erstausstrahlung (D) | Englischer Titel                                         | Englischsprachige Erstausstrahlung |
| ---------- | --------- | ---------------------------------------------------------- | --- | ---------------------- | ------------------------------------- | -------------------------------------------------------- | ---------------------------------- |
| 660        | 1         | Im Schatten von Zekrom!                                    | イッシュ地方へ！ゼクロムの影！！ (Isshu-chihō e! Zekuromu no Kage!!)                                         | 23. Sep. 2010          | 1. Mai 2011                           | In the Shadow of Zekrom!                                 | 12. Feb. 2011                      |
| 661        | 2         | Die Reise beginnt …!                                       | アイリスとキバゴ！ (Airisu to Kibago!)                                                                       | 23. Sep. 2010          | 1. Mai 2011                           | Enter Iris and Axew!                                     | 12. Feb. 2011                      |
| 662        | 3         | Gefahr im Verzug!                                          | ミジュマル！メグロコ！危機一髪！！ (Mijumaru! Meguroko! Kikki Ippatsu!!)                                     | 30. Sep. 2010          | 8. Mai 2011                           | A Sandile Gusher of Change!                              | 19. Feb. 2011                      |
| 663        | 4         | Der Pokémon-Kampfklub!                                     | バトルクラブ！謎のポケモン現る！！ (Batoru Kurabu! Nazo no Pokemon Arawaru!!)                                | 7. Okt. 2010           | 8. Mai 2011                           | The Battle Club and Tepig’s Choice!                      | 26. Feb. 2011                      |
| 664        | 5         | Keine Wahl, aber dreifache Qual!                           | サンヨウジム！VSバオップ、ヒヤップ、ヤナップ！！ (San'yō Jimu! VS Baoppu, Hiyappu, Yanappu!!)                | 14. Okt. 2010          | 15. Mai 2011                          | Tripple Leaders, Team Threats!                           | 5. Mär. 2011                       |
| 665        | 6         | Wo Träume brachliegen!                                     | 夢の跡地！ムンナとムシャーナ！！ (Yume no Atochi! Munna to Mushāna!!)                                        | 21. Okt. 2010          | 15. Mai 2011                          | Dreams by the Yard Full!                                 | 12. Mär. 2011                      |
| 666        | 7         | Ein Serpifeu lässt sich nicht so leicht fangen!!           | ツタージャ・ゲットでメロメロ！？ (Tsutāja Getto de Meromero!?)                                               | 28. Okt. 2010          | 22. Mai 2011                          | Snivy Plays Hard to Catch!                               | 19. Mär. 2011                      |
| 667        | 8         | Rettung auf den letzten Glockenschlag!                     | ダルマッカとヒヒダルマ！時計塔の秘密！！ (Darumakka to Hihidaruma! Tokeitō no Himitsu!!)                     | 4. Nov. 2010           | 29. Mai 2011                          | Saving Darmanitan from the Bell!                         | 26. Mär. 2011                      |
| 668        | 9         | Lilias große Prüfung!                                      | ペンドラー暴走！キバゴを救え！！ (Pendorā Bōsō! Kibago o Sukue!)                                             | 11. Nov. 2010          | 5. Juni 2011                          | The Bloom Is on Axew!                                    | 2. Apr. 2011                       |
| 669        | 10        | Zwei Rivalen im Pokémon-Kampfklub!                         | ライバルバトル！強敵プルリル！！ (Raibaru Batoru! Kyōteki Pururiru!!)                                        | 18. Nov. 2010          | 12. Juni 2011                         | A Rival Battle for Club Champ!                           | 9. Apr. 2011                       |
| 670        | 11        | Ein Zuhause für Lithomith!                                 | イシズマイ！自分の家をとりもどせ！！ (Ishizumai! Jibun no Ie o Torimodose!!)                                 | 2. Dez. 2010           | 19. Juni 2011                         | A Home for Dwebble!                                      | 16. Apr. 2011                      |
| 671        | 12        | Kampf um Unratütox!                                        | ヤブクロン戦隊と秘密基地！？ (Yabukuron Sentai to Himitsu Kichi!?)                                           | 9. Dez. 2010           | 26. Juni 2011                         | Here Comes the Trubbish Squad!                           | 23. Apr. 2011                      |
| 672        | 13        | Picochilla – Ein niedlicher Putzteufel!                    | チラーミィはきれいずき！？ (Chirāmyi wa Kireizuki!?)                                                         | 16. Dez. 2010          | 3. Juli 2011                          | Minccino – Neat and Tidy!                                | 30. Apr. 2011                      |
| 673        | 14        | Eine Nacht im Museum von Septerna City!                    | シッポウシティ！博物館で大冒険！！ (Shippō Shiti! Hakubutsukan de Dai Bōken!!)                               | 23. Dez. 2010          | 10. Juli 2011                         | A Night in the Nacrene City Museum!                      | 7. Mai 2011                        |
| 674        | 15        | Ein ganz spezieller Kampfstil!                             | シッポウジム戦！VSジムリーダー・アロエ！！ (Shippō Jimu Ikusa! VS Jimu Rīdā Aroe!!)                          | 6. Jan. 2011           | 17. Juli 2011                         | The Battle According to Lenora!                          | 14. Mai 2011                       |
| 675        | 16        | Ein großartiges Rezept für einen Kampf!                    | 再戦シッポウジム！新技炸裂！！ (Saisen Shippō Jimu! Shin Waza Sakuretsu!!)                                   | 13. Jan. 2011          | 24. Juli 2011                         | Rematch at the Nacrene Gym!                              | 21. Mai 2011                       |
| 676        | 17        | Zurrokex – Wild und ungezähmt!                             | タマゴからかえったあばれん坊！ (Tamago kara Kaetta Abarenbō!)                                                | 20. Jan. 2011          | 31. Juli 2011                         | Scraggy – Hatched to Be Wild!                            | 28. Mai 2011                       |
| 677        | 18        | Strawickl und Artie im Ewigenwald!                         | ヤグルマの森！クルミルとアーティ！！ (Yaguruma no Mori! Kurumiru to Āti!!)                                   | 27. Jan. 2011          | 7. Aug. 2011                          | Sewaddle and Burgh in Pinwheel Forest!                   | 4. Juni 2011                       |
| 678        | 19        | Kenner gegen Kenner!                                       | ソムリエ対決！イシズマイVSフタチマル！！ (Somurie Taiketsu! Ishizumai VS Futachimaru!!)                      | 17. Feb. 2011          | 14. Aug. 2011                         | A Connoisseur’s Revenge!                                 | 11. Juni 2011                      |
| 679        | 20        | Pikachu und das Piccolente-Trio!                           | ピカチュウVSメグロコVSコアルヒー！！ (Pikachū VS Meguroko VS Koaruhī!!)                                      | 24. Feb. 2011          | 21. Aug. 2011                         | Dancing with the Ducklett Trio!                          | 18. Juni 2011                      |
| 680        | 21        | Die verlorene Welt von Morbitesse!!                        | スカイアローブリッジとゴチルゼル！ (Sukai Arō Burijji to Gochiruzeru!)                                       | 3. März 2011           | 28. Aug. 2011                         | The Lost World of Gothitelle!                            | 25. Juni 2011                      |
| 681        | 22        | Ansturm der Toxiped!                                       | ヒウンシティ！フシデパニック！！ (Hiun Shiti! Fushide Panikku!!)                                             | 10. März 2011          | 4. Sep. 2011                          | A Venipede Stampede!                                     | 2. Juli 2011                       |
| (682a)     | (23a)     | (Kein Episodentitel vorhanden)                             | ロケット団ＶＳプラズマ団！（前編） (Roketto-dan Tai Purazuma-dan! (Zenpen))                                  | nicht ausgestrahlt     | –                                     | (Kein englischer Titel vorhanden)                        | –                                  |
| (683a)     | (24a)     | (Kein Episodentitel vorhanden)                             | ロケット団ＶＳプラズマ団！（後編）！ (Roketto-dan Tai Purazuma-dan! (Kōhen))                                 | nicht ausgestrahlt     | –                                     | (Kein englischer Titel vorhanden)                        | –                                  |
| 682        | 23        | Ein gut gewürzter Arenakampf!                              | ヒウンジム戦！純情ハートの虫ポケモンバトル！！ (Hiun Jimu-sen! Junjō Hāto no Mushi Pokemon Batoru!!)         | 17. März 2011          | 11. Sep. 2011                         | Battling for the Love of Bug-Types!                      | 9. Juli 2011                       |
| 683        | 24        | Kampf um Emolga!                                           | かわいい顔に要注意！エモンガでシビレビレ！！ (Kawaī Kao ni Yōchūi! Emonga de Shibirebire!!)                  | 24. März 2011          | 18. Sep. 2011                         | Emolga the Irresistible!                                 | 16. Juli 2011                      |
| 684        | 25        | Emolgas neuer Voltwechsel!                                 | エモンガVSツタージャ！ボルトチェンジで大混乱！！ (Emonga VS Tsutāja! Boruto Chenji de Daikonran!!)           | 31. März 2011          | 25. Sep. 2011                         | Emolga and the New Volt Switch!                          | 23. Juli 2011                      |
| 685        | 26        | Schrecken ohne Ende im Anwesen der Lichtel!                | ヒトモシ屋敷のこわ～いお話！ (Hitomoshi Yashiki no Kowa~i Ohanashi!)                                         | 7. Apr. 2011           | 1. Okt. 2011                          | Scare at the Litwick Mansion!                            | 30. Juli 2011                      |
| 686        | 27        | Aller Anfang ist schwer!                                   | ドラゴンマスターへの道！キバゴVSクリムガン！！ (Doragon Masutā e no Michi! Kibago VS Kurimugan!!)            | 14. Apr. 2011          | 2. Okt. 2011                          | The Dragon Master’s Path!                                | 6. Aug. 2011                       |
| 687        | 28        | Ottaro und die verlorene Muschel!                          | 消えたホタチ！ミジュマル最大の危機！！ (Kieta Hotachi! Mijumaru Saidai no Kiki!!)                            | 21. Apr. 2011          | 8. Okt. 2011                          | Oshawott’s Lost Scalchop!                                | 13. Aug. 2011                      |
| 688        | 29        | Waumboll – zweisam in Einall!                              | 恋するモンメンは風に乗って！ (Koisuru Monmen wa Kaze ni Notte!)                                              | 28. Apr. 2011          | 9. Okt. 2011                          | Cottonee in Love!                                        | 20. Aug. 2011                      |
| 689        | 30        | Ein UFO für Pygraulon!                                     | リグレーと未確認飛行物体！ (Rigurē to Mikakunin Hikō Buttai!)                                                | 5. Mai 2011            | 15. Okt. 2011                         | A UFO for Elgyem!                                        | 27. Aug. 2011                      |
| 690        | 31        | Ein Kampf mit Erkenntnissen!                               | ライバルバトル！バニプッチ、ドッコラー参戦！！ (Raibaru Batoru! Baniputchi, Dokkorā Sansen!!)                | 12. Mai 2011           | 16. Okt. 2011                         | Ash and Trip’s Third Battle!                             | 3. Sep. 2011                       |
| 691        | 32        | Stell dich der Angst mit offenen Augen!                    | ガマガル、マッギョ！水辺の戦い！！ (Gamagaru, Maggyo! Mizube no Tatakai!!)                                   | 19. Mai 2011           | 22. Okt. 2011                         | Facing Fear with Eyes Wide Open!                         | 10. Sep. 2011                      |
| 692        | 33        | Ein Stalobor hat auch Gefühle …!                           | ドラゴンバスター登場！アイリスとドリュウズ！！ (Doragon Basutā Tōjō! Airisu to Doryūzu!!)                    | 26. Mai 2011           | 23. Okt. 2011                         | Iris and Excadrill Against the Dragon Buster!            | 17. Sep. 2011                      |
| 693        | 34        | Ein Kiesling um jeden Preis!                               | ダンゴロ！ラスターカノン発射せよ！！ (Dangoro! Rasutā Kanon Hassha seyo!!)                                   | 2. Juni 2011           | 29. Okt. 2011                         | Gotta Catch a Roggenrola!                                | 24. Sep. 2011                      |
| 694        | 35        | Wo sind all die Ohrdoch hin?                               | ソムリエ探偵デント！タブンネ失踪(しっそう)事件！！ (Somurie Tantei Dento! Tabunne Shissō Jiken!!)            | 9. Juni 2011           | 30. Okt. 2011                         | Where Did You Go, Audino?                                | 1. Okt. 2011                       |
| 695        | 36        | Aeropteryx – Besuch aus der Urzeit!                        | 化石復活！古代怪鳥アーケオス！！ (Kaseki Fukkatsu! Kodai Kaichō Ākeosu!!)                                    | 16. Juni 2011          | 5. Nov. 2011                          | Archeops in the Modern World!                            | 8. Okt. 2011                       |
| 696        | 37        | Angeln will gelernt sein …!                                | 釣りソムリエ・デント登場！！ (Tsuri Somurie Dento Tōjō!!)                                                    | 23. Juni 2011          | 26. Nov. 2011                         | A Fishing Connoisseur in a Fishy Competition!            | 15. Okt. 2011                      |
| 697        | 38        | Film ab! Die Legende des Pokémon-Ritters!                  | ゾロア・ザ・ムービー！ポケモンナイトの伝説！！ (Zoroa za Mūbī! Pokemon Naito no Densetsu!!)                  | 30. Juni 2011          | 27. Nov. 2011                         | Movie Time! Zorua in „The Legend of the Pokémon Knight“! | 22. Okt. 2011                      |
| 698        | 39        | Großes Wiedersehen in Rayono!                              | 全員集合！ドンバトル！！ (Zen'in Shūgō! Don Batoru!!)                                                        | 7. Juli 2011           | 3. Dez. 2011                          | Reunion Battles in Nimbasa!                              | 29. Okt. 2011                      |
| 699        | 40        | Benny gegen Diaz, Ash gegen Georgina!!                     | 熱闘ドンバトル！ツタージャVSコマタナ！！ (Nettō Don Batoru! Tsutāja VS Komatana!!)                           | 21. Juli 2011          | 4. Dez. 2011                          | Cilan Versus Trip, Ash Versus Georgia!                   | 5. Nov. 2011                       |
| 700        | 41        | Ein Klubkampf, der es in sich hat: Emolga gegen Karadonis! | 白熱ドンバトル！エモンガVSダゲキ！！ (Hakunetsu Don Batoru! Emonga VS Dageki!!)                              | 4. Aug. 2011           | 10. Dez. 2011                         | The Club Battle Hearts of Fury: Emolga Versus Sawk!      | 12. Nov. 2011                      |
| 701        | 42        | Das Klubkampf-Finale: Geburt eines Helden!                 | 決戦ドンバトル！サトシVSアイリス！！ (Kessen Don Batoru! Satoshi VS Airisu!!)                                | 11. Aug. 2011          | 11. Dez. 2011                         | The Club Battle Finale: A Hero’s Outcome!                | 19. Nov. 2011                      |
| 702        | 43        | Mauzi als Retter in der Not!                               | ニャゴシエーター・ニャース！ズルズキン説得作戦！！ (Nyagoshiētā Nyāsu! Zuruzukin Settoku Sakusen!!)          | 18. Aug. 2011          | 17. Dez. 2011                         | Meowth’s Scrafty Tactics!                                | 26. Nov. 2011                      |
| 703        | 44        | Felilou hat’s faustdick hinter den Ohren!                  | チョロネコに御用心！ニャースとミジュマル！！ (Choroneko ni Goyōjin! Nyāsu to Mijumaru!!)                     | 25. Aug. 2011          | 18. Dez. 2011                         | Purrloin: Sweet or Sneaky?                               | 3. Dez. 2011                       |
| 704        | 45        | Megalon, Mitodos und der Traumdieb!                        | オーベムとダブランと夢泥棒！ (Ōbemu to Daburan to Yume Dorobō!)                                              | 1. Sep. 2011           | 8. Jan. 2012                          | Beheeyem, Duosion, and the Dream Thief!                  | 10. Dez. 2011                      |
| 705        | 46        | Siberio gegen Siberio!                                     | ニャゴシエーター・ニャース！ツンベアーの森を突破せよ！！ (Nyagoshiētā Nyāsu! Tsunbeā no Mori o Toppa seyo!!) | 8. Sep. 2011           | 13. Jan. 2012                         | The Beartic Mountain Feud!                               | 17. Dez. 2011                      |
| 706        | 47        | Geisterzug auf Abwegen!                                    | 激走！バトルサブウェイ！！-前編- (Gekisō! Batoru Sabuwei!! -Zenpen-)                                         | 15. Sep. 2011          | 16. Jan. 2012                         | Crisis from the Underground Up!                          | 31. Dez. 2011                      |
| 707        | 48        | Der Kampf um die Metro!                                    | 激走！バトルサブウェイ！！-後編- (Gekisō! Batoru Sabuwei!! -Kōhen-)                                          | 15. Sep. 2011          | 17. Jan. 2012                         | Battle for the Underground!                              | 7. Jan. 2012                       |

### Staffel 15 (Schwarz & Weiß: Rivalen des Schicksals)
| Nr. (ges.) | Nr. (St.) | Deutscher Titel                                 | Originaltitel | Erstausstrahlung Japan | Deutschsprachige Erstausstrahlung (D) | Englischer Titel                             | Englischsprachige Erstausstrahlung |
| ---------- | --------- | ----------------------------------------------- | --- | ---------------------- | ------------------------------------- | -------------------------------------------- | ---------------------------------- |
| 708        | 1         | Kamilla, die elektrisierende Arenaleiterin!     | ジムリーダーはカリスマモデル！カミツレ登場！！ (Jimu Rīdā wa Karisuma Moderu! Kamitsure Tōjō!!)                          | 22. Sep. 2011          | 2. Apr. 2012                          | Enter Elesa, Electrifying Gym Leader!        | 18. Feb. 2012                      |
| 709        | 2         | Ein brillanter Kampf in der Rayono-City-Arena!  | ライモンジム！華麗なる電撃バトル！！ (Raimon Jimu! Kareinaru Dengeki Batoru!!)                                           | 29. Sep. 2011          | 9. Apr. 2012                          | Battle-Dazzling the Nimbasa Gym!             | 25. Feb. 2012                      |
| 710        | 3         | Die Stempel-Rallye!                             | サトシ、デントVSサブウェイマスター！ (Satoshi, Dento VS Sabuwei Masutā!)                                                 | 6. Okt. 2011           | 16. Apr. 2012                         | Lost at the Stamp Rally!                     | 3. Mär. 2012                       |
| 711        | 4         | Nicht allein die Stärke zählt!                  | サトシVSチャンピオン・アデク！ (Satoshi VS Chanpion Adeku!)                                                              | 13. Okt. 2011          | 23. Apr. 2012                         | Ash Versus the Champion!                     | 10. Mär. 2012                      |
| 712        | 5         | Ein Maracamba-Musical!                          | 虹の彼方へ！マラカッチでミュージカル！！ (Niji no Kanata e! Marakatchi de Myūjikaru!!)                                   | 27. Okt. 2011          | 30. Apr. 2012                         | A Maractus Musical!                          | 17. Mär. 2012                      |
| 713        | 6         | Die vier Jahreszeiten der Kronjuwild!           | メブキジカ！春夏秋冬勢揃い！！ (Mebukijika! Shunkashūtō Seizoroi!!)                                                      | 3. Nov. 2011           | 7. Mai 2012                           | The Four Seasons of Sawsbuck!                | 24. Mär. 2012                      |
| 714        | 7         | Ein Mollimorba, das weiß, was es will!          | ズルッグとわがままゴチム！ (Zuruggu to Wagamama Gochimu!)                                                                | 10. Nov. 2011          | 14. Mai 2012                          | Scraggy and the Demanding Gothita!           | 31. Mär. 2012                      |
| 715        | 8         | Das einsame Kapuno!                             | アイリスとモノズ！育て屋修行！！ (Airisu to Monozu! Sodateya Shugyō!!)                                                   | 24. Nov. 2011          | 21. Mai 2012                          | The Lonely Deino!                            | 7. Apr. 2012                       |
| 716        | 9         | Der Mächtige Hydragilio – Helfer in der Not!    | 快傑ア☆ギルダーVSフリージ男！ (Kaiketsu A☆girudā VS Furīji-Otoko!)                                                       | 1. Dez. 2011           | 28. Mai 2012                          | The Mighty Accelguard to the Rescue!         | 14. Apr. 2012                      |
| 717        | 10        | Ein Ruf nach brüderlicher Liebe!                | デントとポッド兄弟バトル！バオップVSヤナップ (Dento to Poddo Kyōdai Batoru! Baoppu VS Yanappu)                           | 8. Dez. 2011           | 24. Juni 2012                         | A Call for Brotherly Love!                   | 21. Apr. 2012                      |
| 718        | 11        | Der Zorn der Legendären Pokémon! – Teil 1       | トルネロスVSボルトロスVSランドロス！-前編- (Torunerosu VS Borutorosu VS Randorosu! -Zenpen-)                             | 15. Dez. 2011          | 4. Juni 2012                          | Stopping the Rage of Legends! (Part 1)       | 28. Apr. 2012                      |
| 719        | 12        | Der Zorn der Legendären Pokémon! – Teil 2       | トルネロスVSボルトロスVSランドロス！-後編- (Torunerosu VS Borutorosu VS Randorosu! -Kōhen-)                              | 22. Dez. 2011          | 11. Juni 2012                         | Stopping the Rage of Legends! (Part 2)       | 5. Mai 2012                        |
| 720        | 13        | Der Kampf gegen den König der Minen!            | 地底のジム戦！VSヤーコン！！ (Chitei no Jimu-sen! VS Yākon!!)                                                            | 5. Jan. 2012           | 18. Juni 2012                         | Battling the King of the Mines!              | 12. Mai 2012                       |
| 721        | 14        | Krise in der Elektrolithhöhle!                  | バチュル、デンチュラ！電気石の洞穴！！ (Bachuru, Denchura! Denki-ishi no Horāna!!)                                       | 12. Jan. 2012          | 25. Juni 2012                         | Crisis at Chargestone Cave!                  | 19. Mai 2012                       |
| 722        | 15        | Eine spannende Tausch-Entwicklung!              | 通信交換進化！シュバルゴとアギルダー！！ (Tsūshin Kōkan Shinka! Shubarugo to Agirudā!!)                                  | 19. Jan. 2012          | 2. Juli 2012                          | Evolution Exchange Excitement!               | 26. Mai 2012                       |
| 723        | 16        | In der Ruine des Helden!                        | 黒き英雄の遺跡！シンボラーとデスカーン！！ (Kuroki Eiyū no Iseki! Shinborā to Desukān!!)                                 | 26. Jan. 2012          | 9. Juli 2012                          | Explorers of the Hero’s Ruin!                | 2. Juni 2012                       |
| 724        | 17        | Der Kampf gegen den Angeber!                    | ダブルバトル！ピカチュウ・ワルビルVSペンドラー・ガマゲロゲ！！ (Daburu Batoru! Pikachū Warubiru VS Pendorā Gamageroge!!) | 2. Feb. 2012           | 16. Juli 2012                         | Battling the Bully!                          | 9. Juni 2012                       |
| 725        | 18        | Gut verkleidet ist halb gewonnen!               | アフロでGO！バッフロンはNO！！ (Afuro de GO! Baffuron wa NO!!)                                                           | 16. Feb. 2012          | 23. Juli 2012                         | Baffling the Bouffalant!                     | 16. Juni 2012                      |
| 726        | 19        | Benny ergreift die Flucht nach vorn!            | フキヨセジムのエアバトル！挑戦者デント！？ (Fukiyose Jimu no Ea Batoru! Chōsensha Dento!?)                               | 23. Feb. 2012          | 30. Juli 2012                         | Cilan Takes Flight!                          | 23. Juni 2012                      |
| 727        | 20        | Ein Luftkampf mit Überraschungen!               | フキヨセジム！VSフウロ空中決戦！！ (Fukiyose Jimu! VS Fūro Kūchū Kessen!!)                                               | 1. März 2012           | 6. Aug. 2012                          | An Amazing Aerial Battle!                    | 30. Juni 2012                      |
| 728        | 21        | Erklimm den Turm des Erfolges!                  | 難関突破！！天空の塔を登れ！！ (Nankan Toppa!! Tenkū no Tō o Nobore!!)                                                   | 8. März 2012           | 13. Aug. 2012                         | Climbing the Tower of Success!               | 7. Juli 2012                       |
| 729        | 22        | Großer Krach beim Explodon-Turnier!             | ドンナマイト開幕！ズルッグVSヤナッキー！！ (Donnamaito Kaimaku! Zuruggu VS Yanakkī!!)                                    | 15. März 2012          | 20. Aug. 2012                         | The Clubsplosion Begins!                     | 14. Juli 2012                      |
| 730        | 23        | Die Suche nach dem Klub-Besten!                 | どんどん続くよドンナマイト！クリムガンVSキリキザン！！ (Dondon Tsudzuku yo Donnamaito! Kurimugan VS Kirikizan!!)         | 22. März 2012          | 27. Aug. 2012                         | Search for the Clubultimate!                 | 21. Juli 2012                      |
| 731        | 24        | Die Spannung steigt beim Explodon-Turnier!      | 熱闘ドンナマイト！キリキザンVSエンブオー！！ (Nettō Donnamaito! Kirikizan VS Enbuō!!)                                    | 29. März 2012          | 3. Sep. 2012                          | A Clubsplosion of Excitement!                | 28. Juli 2012                      |
| 732        | 25        | Wer gewinnt die Explodon-Krone?                 | 決戦ドンナマイト！ナゲキVSダゲキ！！ (Kessen Donnamaito! Nageki VS Dageki!!)                                             | 5. Apr. 2012           | 10. Sep. 2012                         | Commanding the Clubsplosion Crown!           | 4. Aug. 2012                       |
| 733        | 26        | Den Blätter-Dieben auf der Spur!                | キバゴ救出！アイアントの巣窟！！ (Kibago Kyūshutsu! Aianto no Sōkutsu!!)                                                 | 12. Apr. 2012          | 17. Sep. 2012                         | Battling the Leaf Thieves!                   | 11. Aug. 2012                      |
| 734        | 27        | Begegnung mit der Urzeit! – Teil 1              | ネジ山の激闘！アバゴーラの奇跡！！-前編- (Neji Yama no Gekitō! Abagōra no Kiseki!! -Zenpen-)                             | 19. Apr. 2012          | 24. Sep. 2012                         | A Restoration Confrontation! (Part 1)        | 18. Aug. 2012                      |
| 735        | 28        | Begegnung mit der Urzeit! – Teil 2              | ネジ山の激闘！アバゴーラの奇跡！！-後編- (Neji Yama no Gekitō! Abagōra no Kiseki!! -Kōhen-)                              | 26. Apr. 2012          | 1. Okt. 2012                          | A Restoration Confrontation! (Part 2)        | 25. Aug. 2012                      |
| 736        | 29        | Eine „heiße“ Weiterentwicklung!                 | 炎のメモリー！ポカブVSエンブオー！！ (Honō no Memorī! Pokabu VS Enbuō!!)                                                 | 3. Mai 2012            | 4. Nov. 2012                          | Evolution by Fire!                           | 1. Sep. 2012                       |
| 737        | 30        | Der Beschützer des Berges in Gefahr!            | ハチク登場！ウルガモスの聖なる山！！ (Hachiku Tōjō! Urugamosu no Seinaru Yama!!)                                         | 10. Mai 2012           | 11. Nov. 2012                         | Guarding the Guardian of the Mountain!       | 8. Sep. 2012                       |
| 738        | 31        | Vorsicht: Der Kampf wird rutschig!              | セッカジム戦！氷のバトルフィールド！！ (Sekka Jimu-sen! Kōri no Batorufīrudo!!)                                          | 17. Mai 2012           | 18. Nov. 2012                         | Caution: Icy Battle Conditions!              | 15. Sep. 2012                      |
| 739        | 32        | Wettstreit unter Kennern!                       | ポケモンソムリエ対決！テイスティングバトル！！ (Pokemon Somurie Taiketsu! Teisutingu Batoru!!)                           | 24. Mai 2012           | 20. Nov. 2012                         | Clash of the Connoisseurs!                   | 22. Sep. 2012                      |
| 740        | 33        | Krise im Kastadur-Forschungsinstitut!           | テッシード研究所！アイリスとバイバニラ！！ (Tesshīdo Kenkyūjo! Airisu to Baibanira!!)                                    | 31. Mai 2012           | 21. Nov. 2012                         | Crisis at Ferroseed Research!                | 29. Sep. 2012                      |
| 741        | 34        | Der Pokémon-Film-Wettbewerb!                    | 映画対決！出撃イッシュ防衛隊！！ (Eiga Taiketsu! Shutsugeki Isshu Bōeitai!!)                                             | 7. Juni 2012           | 22. Nov. 2012                         | An Epic Defense Force!                       | 6. Okt. 2012                       |
| 742        | 35        | Es rockt in der Vapydro-Arena! – Teil 1         | 激闘タチワキジム！VSホミカ -前編- (Gekitō Tachiwaki Jimu! VS Homika -Zenpen-)                                            | 14. Juni 2012          | 23. Nov. 2012                         | Rocking the Virbank Gym! (Part 1)            | 13. Okt. 2012                      |
| 743        | 36        | Es rockt in der Vapydro-Arena! – Teil 2         | 激闘タチワキジム！VSホミカ -後編- (Gekitō Tachiwaki Jimu! VS Homika -Kōhen-)                                             | 14. Juni 2012          | 26. Nov. 2012                         | Rocking the Virbank Gym! (Part 2)            | 20. Okt. 2012                      |
| 744        | 37        | Aufregung um Meloetta!                          | 歌えメロエッタ！愛の旋律！！ (Utae Meroetta! Ai no Senritsu!!)                                                           | 21. Juni 2012          | 27. Nov. 2012                         | All for the Love of Meloetta!                | 27. Okt. 2012                      |
| 745        | 38        | Ganz wie in alten Zeiten!                       | ポッチャマVSヤナップ！華麗なるバトル！！ (Potchama VS Yanappu! Kareinaru Batoru!!)                                       | 28. Juni 2012          | 28. Nov. 2012                         | Piplup, Pansage, and a Meeting of the Times! | 3. Nov. 2012                       |
| 746        | 39        | Expedition auf die Onix-Insel!                  | イワークの島でサバイバル！ (Iwāku no Shima de Sabaibaru!)                                                                | 5. Juli 2012           | 29. Nov. 2012                         | Expedition to Onix Island!                   | 10. Nov. 2012                      |
| 747        | 40        | Das geheimnisvolle Verschwinden von Petznief!   | ソムリエ探偵デント！消えたクマシュンの謎！！ (Somurie Tantei Dento! Kieta Kumashun no Nazo!!)                            | 19. Juli 2012          | 30. Nov. 2012                         | The Mystery of the Missing Cubchoo!          | 17. Nov. 2012                      |
| 748        | 41        | Dragoran außer Rand und Band!                   | アイリスと暴れ者カイリュー！ (Airisu to Abaremono Kairyū!)                                                               | 26. Juli 2012          | 3. Dez. 2012                          | Iris and the Rogue Dragonite!                | 24. Nov. 2012                      |
| 749        | 42        | Ansturm auf den Junior Pokal!                   | ジュニアカップ開幕！カイリューVSツンベアー！！ (Junia Kappu Kaimaku! Kairyū VS Tsunbeā!!)                                | 2. Aug. 2012           | 4. Dez. 2012                          | Jostling for the Junior Cup!                 | 1. Dez. 2012                       |
| 750        | 43        | Dragoran macht, was es will!                    | パワーバトル！アイリスVSヒカリ！ (Pawā Batoru! Airisu VS Hikari!)                                                        | 23. Aug. 2012          | 5. Dez. 2012                          | Battling Authority Once Again!               | 8. Dez. 2012                       |
| 751        | 44        | Ash, Lilia und Diaz: Da waren es nur noch drei! | サトシ、アイリス、シューティー！最後のバトル！！ (Satoshi, Airisu, Shūtī! Saigo no Batoru!!)                             | 30. Aug. 2012          | 9. Feb. 2013                          | Ash, Iris and Trip: Then There Were Three!   | 15. Dez. 2012                      |
| 752        | 45        | Tschüss Junior Pokal – Hallo Abenteuer!         | 別れと出会いのジュニアカップ！ (Wakare to Deai no Junia Kappu!)                                                          | 6. Sep. 2012           | 9. Feb. 2013                          | Goodbye, Junior Cup – Hello Adventure!       | 22. Dez. 2012                      |
| 753        | 46        | Auf nach Abidaya City!                          | セイガイハジム戦！マンタインVSダイケンキ！！ (Seigaiha Jimu-sen! Mantain VS Daikenki!!)                                  | 13. Sep. 2012          | 9. Feb. 2013                          | The Road to Humilau                          | 5. Jan. 2013                       |
| 754        | 47        | Trubel im Pokémon-Hort!                         | ポケモン保育園は大騒ぎ！ワシボンとバルチャイ！ (Pokemon Hoikuen wa Ōsawagi! Washibon to Baruchai!)                       | 20. Sep. 2012          | 10. Feb. 2013                         | Unrest at the Nursery!                       | 12. Jan. 2013                      |
| 755        | 48        | Meloetta und der Unterwassertempel!             | メロエッタと海底の神殿！ (Meroetta to Kaitei no Shinden!)                                                                | 27. Sep. 2012          | 10. Feb. 2013                         | Meloetta and the Undersea Temple!            | 19. Jan. 2013                      |
| 756        | 49        | Kampf um die Zukunft der Einall-Region!         | 霊獣フォルム総進撃！イッシュ最大の危機！！ (Reijū Forumu Sōshingeki! Isshu Saidai no Kiki!!)                             | 4. Okt. 2012           | 10. Feb. 2013                         | Unova’s Survival Crisis!                     | 26. Jan. 2013                      |

### Staffel 16 – Teil 1 (Schwarz & Weiß: Abenteuer in Einall)
| Nr. (ges.) | Nr. (St.) | Deutscher Titel                             | Originaltitel | Erstausstrahlung Japan | Deutschsprachige Erstausstrahlung (D) | Englischer Titel                                | Englischsprachige Erstausstrahlung |
| ---------- | --------- | ------------------------------------------- | --- | ---------------------- | ------------------------------------- | ----------------------------------------------- | ---------------------------------- |
| 757        | 1         | Hochmut kommt vor dem Fall!                 | 世界一華麗なポケモン！？チラチーノVSツタージャ！ (Sekaiichi Kareina Pokemon!? Chirachīno VS Tsutāja!)            | 11. Okt. 2012          | 19. Aug. 2013                         | Beauties Battling for Pride and Prestige!       | 2. Feb. 2013                       |
| 758        | 2         | Ein Zweiermatch-Team voller Überraschungen! | 大空と大地のタッグバトル！ (Ōzora to Daichi no Taggu Batoru!)                                                    | 18. Okt. 2012          | 19. Aug. 2013                         | A Surface to Air Tag Battle Team!               | 9. Feb. 2013                       |
| 759        | 3         | Heimkehr ins Dorf der Drachen!              | アイリス、竜の里へ帰る！ (Airisu, Ryū no Sato e Kaeru!)                                                          | 25. Okt. 2012          | 20. Aug. 2013                         | A Village Homecoming!                           | 16. Feb. 2013                      |
| 760        | 4         | Lysander gegen Lilia!                       | ソウリュウジム！アイリスVSシャガ！！ (Sōryū Jimu! Airisu VS Shaga!!)                                             | 8. Nov. 2012           | 20. Aug. 2013                         | Drayden Versus Iris: Past, Present, and Future! | 23. Feb. 2013                      |
| 761        | 5         | Team Evoli und das Pokémon-Rettungsteam!    | チーム・イーブイ出動せよ！ポケモンレスキュー隊！！ (Chīmu Ībui Shutsudō seyo! Pokemon Resukyū-tai!!)             | 15. Nov. 2012          | 21. Aug. 2013                         | Team Eevee and the Pokémon Rescue Squad!        | 2. Mär. 2013                       |
| 762        | 6         | Vorhang auf für die Einall-Liga!            | 開幕イッシュリーグ・ヒガキ大会！サトシ対シューティー！！ (Kaimaku Isshu Rīgu Higaki Taikai! Satoshi tai Shūtī!!) | 22. Nov. 2012          | 21. Aug. 2013                         | Curtain Up, Unova League!                       | 9. Mär. 2013                       |
| 763        | 7         | Der Rivale darf nicht gewinnen!             | 熱闘！ライバルバトルを勝ちぬけ！！ (Nettō! Raibaru Batoru o Kachinuke!!)                                         | 29. Nov. 2012          | 22. Aug. 2013                         | Mission: Defeat Your Rival!                     | 16. Mär. 2013                      |
| 764        | 8         | Milza!! Wo bist du?                         | キバゴ迷子になる！ (Kibago Maigo ni Naru!)                                                                       | 6. Dez. 2012           | 22. Aug. 2013                         | Lost at the League!                             | 23. Mär. 2013                      |
| 765        | 9         | Gute Strategie ist Gold wert!               | ダゲキ登場！サトシ対ケニヤン！！ (Dageki Tōjō! Satoshi tai Keniyan!!)                                            | 13. Dez. 2012          | 23. Aug. 2013                         | Strong Strategy Steals the Show!                | 30. Mär. 2013                      |
| 766        | 10        | Die Geheimwaffe von Carsten!                | サトシ対コテツ！秘密兵器サザンドラ！！ (Satoshi tai Kotetsu! Himitsu Heiki Sazandora!!)                          | 20. Dez. 2012          | 23. Aug. 2013                         | Cameron’s Secret Weapon!                        | 6. Apr. 2013                       |
| 767        | 11        | Weiterentwicklung bei der Einall-Liga!      | 決着イッシュリーグ！ピカチュウ対ルカリオ！！ (Ketchaku Isshu Rīgu! Pikachū tai Rukario!!)                        | 10. Jan. 2013          | 26. Aug. 2013                         | A Unova League Evolution!                       | 13. Apr. 2013                      |
| 768        | 12        | Neue Orte … bekannte Gesichter!             | アララギ研究所！新たなる旅立ち！！ (Araragi Kenkyūjo! Aratanaru Tabidachi!!)                                     | 17. Jan. 2013          | 26. Aug. 2013                         | New Places… Familiar Faces!                     | 20. Apr. 2013                      |
| 769        | 13        | Wer ist N?                                  | トモダチ・・・その名はN！ (Tomodachi… Sono na wa N!)                                                             | 24. Jan. 2013          | 27. Aug. 2013                         | The Name’s N!                                   | 27. Apr. 2013                      |
| 770        | 14        | Der neue Arenaleiter von Eventura City!     | 新ジムリーダー！チェレン！ (Shin Jimu Rīdā! Cheren!)                                                             | 31. Jan. 2013          | 27. Aug. 2013                         | There’s a New Gym Leader in Town!               | 4. Mai 2013                        |
| 771        | 15        | Team Plasmas miese Verschwörung!            | アクロマVSハンサム！プラズマ団の陰謀！！ (Akuroma VS Hansamu! Purazuma-dan no Inbō!!)                            | 7. Feb. 2013           | 28. Aug. 2013                         | Team Plasma’s Pokémon Power Plot!               | 11. Mai 2013                       |
| 772        | 16        | Das Licht von der Dausing-Ranch!            | 霧のサンギ牧場！デンリュウのあかり！！ (Kiri no Sangi Bokujō! Denryū no Akari!!)                                 | 14. Feb. 2013          | 28. Aug. 2013                         | The Light of Floccesy Ranch!                    | 18. Mai 2013                       |
| 773        | 17        | Rettet Washakwil!                           | N再び！ウォーグル救出作戦！！ (N Futatabi! Uōguru Kyūshutsu Sakusen!!)                                           | 21. Feb. 2013          | 29. Aug. 2013                         | Saving Braviary!                                | 25. Mai 2013                       |
| 774        | 18        | Die Pokémon-Hafenpolizei in Aktion!         | 急げ！ポケモン湾岸救助隊！！ (Isoge! Pokemon Wangan Kyūjotai!!)                                                  | 28. Feb. 2013          | 29. Aug. 2013                         | The Pokémon Harbor Patrol!                      | 1. Juni 2013                       |
| 775        | 19        | Ein feuriges Wiedersehen!                   | 燃えよリザードン！VSカイリュー！ (Moeyo Rizādon! VS Kairyū!)                                                     | 7. März 2013           | 30. Aug. 2013                         | Fires of a Red-Hot Reunion!                     | 8. Juni 2013                       |
| 776        | 20        | Manipulierte Pokémon!!                      | プラズマ団の野望！操られたポケモンたち！！ (Purazuma-dan no Yabō! Ayatsurareta Pokemon-tachi!!)                  | 14. März 2013          | 30. Aug. 2013                         | Team Plasma’s Pokémon Manipulation!             | 15. Juni 2013                      |
| 777        | 21        | Geheimnisse aus dem Nebel!                  | Nの秘密・・・霧の彼方に！ (N no Himitsu… Kiri no Kanata ni!)                                                     | 21. März 2013          | 2. Sep. 2013                          | Secrets from Out of the Fog!                    | 22. Juni 2013                      |
| 778        | 22        | Wer trickst hier wen aus?!                  | ロケット団VSプラズマ団！ニャースとアクロマ！！ (Roketto-dan VS Purazuma-dan! Nyāsu to Akuroma!!)                 | 28. März 2013          | 2. Sep. 2013                          | Meowth, Colress and Team Rivalry!               | 29. Juni 2013                      |
| 779        | 23        | Wunschbilder im Widerspruch!                | 白の遺跡！サトシ対N！！ (Shiro no Iseki! Satoshi tai N!!)                                                        | 4. Apr. 2013           | 3. Sep. 2013                          | Ash and N: A Clash of Ideals!                   | 6. Juli 2013                       |
| 780        | 24        | Der Kampf um den Lichtstein!                | プラスマ団襲撃！復活の儀式！！ (Purazuma-dan Shūgeki! Fukkatsu no Gishiki!!)                                     | 11. Apr. 2013          | 3. Sep. 2013                          | Team Plasma and the Awakening Ceremony!         | 13. Juli 2013                      |
| 781        | 25        | Zwischen Wunsch und Wirklichkeit!           | レシラム対N！理想と真実の彼方へ！！ (Reshiramu tai N! Risō to Shinjitsu no Kanata e!!)                           | 18. Apr. 2013          | 4. Sep. 2013                          | What Lies Beyond Truth and Ideals!              | 20. Juli 2013                      |

### Staffel 16 – Teil 2 (Schwarz & Weiß: Abenteuer in Einall und darüber hinaus)
| Nr. (ges.) | Nr. (St.) | Deutscher Titel                                     | Originaltitel                                                                                   | Erstausstrahlung Japan | Deutschsprachige Erstausstrahlung (D) | Englischer Titel                                  | Englischsprachige Erstausstrahlung |
| ---------- | --------- | --------------------------------------------------- | ----------------------------------------------------------------------------------------------- | ---------------------- | ------------------------------------- | ------------------------------------------------- | ---------------------------------- |
| 782        | 26        | Auf zu neuen Abenteuern!                            | さらばイッシュ！新たなる船出！！ (Saraba Isshu! Aratanaru Funade!!)                             | 25. Apr. 2013          | 4. Sep. 2013                          | Farewell, Unova! Setting Sail for New Adventures! | 27. Juli 2013                      |
| 783        | 27        | In Gefahr auf der Honiginsel!                       | 甘いハニーミツには危険がいっぱい！ (Amai Hanīmitsu ni wa Kiken ga Ippai!)                       | 2. Mai 2013            | 6. Sep. 2013                          | Danger, Sweet as Honey!                           | 3. Aug. 2013                       |
| 784        | 28        | Der Kenner mit Spürsinn und das Auge des Kleoparda! | ソムリエ探偵デント！大海原の密室！！ (Somurie Tantei Dento! Daikaigen no Misshitsu!!)           | 9. Mai 2013            | 13. Sep. 2013                         | Cilan and the Case of the Purrloin Witness!       | 10. Aug. 2013                      |
| 785        | 29        | Es lebe der Muschelkönig!                           | さらばミジュマル！？ホタチキングへの道！ (Saraba Mijumaru!? Hotachi Kingu e no Michi!)          | 16. Mai 2013           | 20. Sep. 2013                         | Crowning the Scalchop King!                       | 17. Aug. 2013                      |
| 786        | 30        | Die Insel der Illusionen!                           | 幻影の島！霧の中のゾロアーク！！ (Gen'ei no Shima! Kiri no Naka no Zoroāku!!)                   | 23. Mai 2013           | 27. Sep. 2013                         | The Island of Illusions!                          | 24. Aug. 2013                      |
| 787        | 31        | Wie fängt man ein Rotom?!                           | ロトムVSオーキド博士！ (Rotomu VS Ōkido-hakase!)                                                | 30. Mai 2013           | 4. Okt. 2013                          | To Catch a Rotom!                                 | 31. Aug. 2013                      |
| 788        | 32        | Die Piraten von Decolor!                            | デコロラ諸島の海賊王！ (Dekorora Shotō no Kaizoku Ō!)                                           | 6. Juni 2013           | 11. Okt. 2013                         | The Pirates of Decolore!                          | 7. Sep. 2013                       |
| 789        | 33        | Auf den letzten Drücker!                            | サトシとバタフリー！また会う日まで！！ (Satoshi to Batafurī! Mata Au Hi made!!)                 | 13. Juni 2013          | 18. Okt. 2013                         | Butterfree and Me!                                | 14. Sep. 2013                      |
| 790        | 34        | Ein Streit mit schlimmen Folgen!                    | サトシとアイリスが絶交！？別れの1本道！！ (Satoshi to Airisu ga Zekkō!? Wakare no Ipponmichi!!) | 20. Juni 2013          | 25. Okt. 2013                         | The Path That Leads to Goodbye!                   | 21. Sep. 2013                      |
| 791        | 35        | Der Herzenswunsch!                                  | ジラーチに願いを！七日間の奇跡！！ (Jirāchi ni Negai o! Nanokakan no Kiseki!!)                  | 27. Juni 2013          | 1. Nov. 2013                          | Searching for a Wish!                             | 28. Sep. 2013                      |
| 792        | 36        | Vorsicht! UFO!                                      | 光る円盤！オーベムたちの街！！ (Hikaru Enban! Ōbemu-tachi no Machi!!)                           | 4. Juli 2013           | 8. Nov. 2013                          | Capacia Island UFO!                               | 5. Okt. 2013                       |
| 793        | 37        | Die Journalistin aus der Fremde!                    | パンジー登場！エリキテルとゴーゴート！！ (Panjī Tōjō! Erikiteru to Gōgōto!!)                    | 18. Juli 2013          | 15. Nov. 2013                         | The Journalist from Another Region!               | 12. Okt. 2013                      |
| 794        | 38        | Die mysteriöse Schatzinsel!                         | お宝の謎！無人島アドベンチャー！！ (Otakara no Nazo! Mujintō Adobenchā!!)                       | 25. Juli 2013          | 22. Nov. 2013                         | Mystery on a Deserted Island!                     | 19. Okt. 2013                      |
| 795        | 39        | Das andersfarbige Pokémon!                          | イブキとアイリス！色ちがいクリムガン！！ (Ibuki to Airisu! Irochigai Kurimugan!!)               | 1. Aug. 2013           | 29. Nov. 2013                         | A Pokémon of a Different Color!                   | 26. Okt. 2013                      |
| 796        | 40        | Die große Feier zu Ehren des Conley-Kometen!        | オンバーン登場！彗星と勇者の伝説！！ (Onbān Tōjō! Suisei to Yūsha no Densetsu!!)                | 15. Aug. 2013          | 6. Dez. 2013                          | Celebrating the Hero’s Comet!                     | 2. Nov. 2013                       |
| 797        | 41        | Che-, Che-, Chevrumm!                               | ゴーゴーゴーゴート！ (Gō Gō Gōgōto!)                                                            | 22. Aug. 2013          | 13. Dez. 2013                         | Go, Go Gogoat!                                    | 9. Nov. 2013                       |
| 798        | 42        | Emolga schließt sich Team Rocket an!                | エモンガ、ロケット団に入る！ (Emonga, Roketto-dan ni Hairu!)                                    | 5. Sep. 2013           | 20. Dez. 2013                         | Team Rocket’s Shocking Recruit!                   | 16. Nov. 2013                      |
| 799        | 43        | Kampf um das Überleben der Orion-City-Arena!        | デントVS氷の挑戦者！サンヨウジムの危機！！ (Dento VS Kōri no Chōsensha! San'yō Jimu no Kiki!!)  | 12. Sep. 2013          | 27. Dez. 2013                         | Survival of the Striaton Gym!                     | 23. Nov. 2013                      |
| 800        | 44        | Alles Gute und bis bald!                            | ベストウイッシュ！また会う日まで！！ (Besutō Isshu! Mata Au Hi made!!)                          | 19. Sep. 2013          | 3. Jan. 2014                          | Best Wishes Until We Meet Again!                  | 30. Nov. 2013                      |
| 801        | 45        | Dem Traum hinterher!                                | オレの夢、ポケモンマスター！！ (Ore no Yume, Pokemon Masutā!!)                                  | 26. Sep. 2013          | 10. Jan. 2014                         | The Dream Continues!                              | 7. Dez. 2013                       |

## Nicht gezeigte Episoden
Folgende zwei Episoden wurde nie international synchronisiert und gezeigt.

Roketto-dan VS Purazuma-dan!
Der Zweiteiler ロケット団VSプラズマ団! (deutsch etwa: „Team Rocket gegen Team Plasma!“) wurde aufgrund des Tōhoku-Erdbebens vom 11. März 2011 und dessen Folgen in Japan nicht gesendet. Die Doppelfolge sollte ursprünglich am 17. und 24. März 2011 ausgestrahlt werden. Ein Grund für die Streichung ist die Zerstörung einer Stadt in der Episode.